# Adam Prażmowski (microbiolog)
Adam Prażmowski (n. 25 octombrie 1853, Q11736832⁠(d), Jasło County⁠(d), voievodatul Subcarpatia, Polonia – d. 20 august 1920, Cracovia, Polonia) a fost un microbiolog și botanist polonez, unul dintre fondatorii microbiologiei poloneze. A fost unul dintre primii care a studiat absorbția azotului atmosferic de către plante leguminoase, a descris simbioza bacteriilor radicicole (Bacterium radicicola) cu numeroase plante leguminoase. În 1880, a descris o specie de  clostridii.